# Bert Brugman
Gijsbertus Johanna Maria (Bert) Brugman (Amsterdam, 26 augustus 1896 – Naarden, 19 juli 1992) was een Nederlands poppenspeler.

## Biografie
Hij was zoon van Francisca Maria Werneri en notaris Johannes Theodorus Brugman. Hijzelf trouwde in 1927 met zang- en pianolerares Frida/Frieda Frowein (1894-1992), zij was dochter van een violist annex muziekonderwijzer aan het conservatorium. Bert Brugman leerde zijn vrouw kennen, toen hij bij een voorstelling een zangeres te kort kwam; zij zou hem haar verdere leven ondersteunen. Het echtpaar kreeg voor zover bekend zes zonen, waarvan sommigen met hun eigen specialiteit in de voetstappen van hun ouders zouden treden: Joost Brugman (pianist), Thomas Brugman (violist en decor), Jaap Brugman (fluitist en drukwerk) en Vincent Brugman (bassist en poppenspeler). Zoon Rik Brugman specialiseerde zich in beeldtechniek. 
Hij leek, opgeleid aan de driejarige Hogereburgerschool, voorbestemd te zijn voor een loopbaan met twaalf ambachten, dertien ongelukken. Hij wilde elektricien worden, werkte op een passagebureau, meubelfabriek en autoshowroom. Het toneel trok pas vanaf zijn twintiger jaren. 
Brugman volgde toneellessen bij Jan Musch, maar maakte die opleiding niet af. Ondanks dat voorstellingen met/bij Willem Royaards en Eduard Verkade hem verder de acteurswereld in konden helpen, wendde hij zich tot het marionettenspel. Dat leidde tot een klein theatertje op zolder aan de Herengracht. Inspiratiebron was zijn opa, die bij toneelplaten poppenvoorstellingen bedacht en gaf.
Op 20 januari 1923 richtte hij, geïnspireerd door de Duitse poppenspeler Paul Brann, het marionettentheater De Olyf-tack op ("Vereeniging tot instandhouding en ontwikkeling van het Marionettentheater").   Met dit theater aan de Keizersgracht 68 voerde hij zangspelen op zoals Mozarts "Bastiën en Bastiënne". Tijdens de Tweede Wereldoorlog kwam het theater stil te liggen en verzorgde hij en zijn vrouw huisconcerten. 
Voor de KRO maakte hij onder andere Dappere Dodo en Buffalo Bill. Hij was trouwens al veel eerder te horen; hij was een van de artiesten die Philips had ingehuurd bij experimentele uitzendingen in en rond Eindhoven. 
In 1964 werd hij benoemd tot ridder in de orde van Oranje Nassau. 

## Handmarionet
Brugman ontwierp voor de poppen in zijn theater een nieuwe bewegingstechniek waarvoor hij octrooirechten verwierf. Zijn "handmarionet" was een combinatie tussen een handpop en een marionet. De pop werd bestuurd door een stok in de pop vast te pakken met de ene hand en met de andere door middel van stokjes de armen van de pop te bewegen. Later voegde een van zijn zonen hier nog een beweegbare mond aan omdat met de komst van de bandrecorder grote opera's opgevoerd konden worden.
Hij overleed op 96-jarige leeftijd en werd begraven in Blaricum.    Zijn overlijden was landelijk nieuws. Het Nederlands Marionettentheater, zoals het theater sinds 1958 heet, werd voortgezet door kleindochter Mariska Brugman.